# Васильково (Гомельская область)
Василько́во (бел. Васількова, ранее носила название Поливанова Слобода) — деревня в составе Заходовского сельсовета Речицкого района Гомельской области Белоруссии.

## География
В 34 км на северо-запад от Речицы и в 10 км от железнодорожной станции Бабичи, в 85 км от Гомеля.

## История
Археологами обнаружены курганные могильники в 1 км на восток от деревни в количестве 19 насыпей. Такое захоронение свидетельствует о заселении этих мест с давних времён. По письменным источникам известна с XVI века в составе Речицкого повета Минского воеводства Великого княжества Литовского. Первое упоминание относится к 1523 году. После 2-го раздела Речи Посполитой (1793 год) в составе Российской империи. В 1850 году относился к имению Горваль. Жители деревни выполняли много работ для помещика — заготавливали лес, собирали смолу, гнали дёготь, производили древесный уголь. В 1908 году деревня находилась в составе Горвальской волости Речицкого уезда Минской губернии.
С 8 декабря 1926 года по 30 декабря 1927 года центр Васильковского сельсовета Горвальского и с 4 августа 1927 года Речицкого районов Речицкого округа. Действовали школа, отделение потребительской кооперации.
В 1930 году организован колхоз, работали кузница и паровая мельница.
Во время Великой Отечественной войны в июне 1943 года немецкие каратели сожгли деревню и убили 29 жителей. На фронтах войны погибли 66 жителей.
Деревня является центром колхоза «12 лет Октября». Работают школа, клуб, библиотека, отделение связи.

## Население
- 1795 год — 16 дворов.
- 1850 год — 26 дворов, 113 жителей.
- 1897 год — 32 двора, 200 жителей.
- 1908 год — 48 дворов, 275 жителей.
- 1940 год — 133 двора, 545 жителей.
- 1959 год — 402 жителя (согласно переписи).
- 2004 год — 86 дворов, 185 жителей.

## Транспортная система
Транспортная связь по просёлочной, а затем по автодороге Светлогорск — Речица.
В деревне 86 жилых домов (2004 год). Планировка состоит из криволинейной улицы, с ориентацией близкой к широтной. К центру улицы с севера примыкают длинная криволинейная и короткая прямолинейная улицы. Застройка двухсторонняя — деревянными домами усадебного типа.

### Улицы
- Колхозная
- Луговая
- Советская
- Шоссейная